# Indywidualne Mistrzostwa Polski w Zapasach 1961

## Mistrzostwa Polski w Zapasach1961

### Mężczyźni
- styl wolny

14. Mistrzostwa Polski – x – x 1961, Piotrków Trybunalski
- styl klasyczny

31. Mistrzostwa Polski – x – x 1961, Warszawa

## Medaliści

### Mężczyźni

#### Styl wolny
| Kategoria:  | Złoto:                               | Srebro:                                   | Brąz:                               |
| 52 kg       | Zygmunt Sobecki Gwardia Warszawa     | Piotr Zimoląg Górnik Katowice             | Michał Pilarczyk Rokita Brzeg Dolny |
| 57 kg       | Tadeusz Łata Flota Gdynia            | Lesław Kropp Boruta Zgierz                | Bogusław Klein Skra Warszawa        |
| 62 kg       | Tadeusz Trojanowski Gwardia Warszawa | Bernard Adamek Slavia Ruda Śląska         | Marian Sadowski Włókniarz Boguszów  |
| 67 kg       | Jan Żurawski Gwardia Warszawa        | Jan Adamaszek Siła Mysłowice              | Kazimierz Giżewski Gwardia Warszawa |
| 73 kg       | Jan Kuczyński Spójnia Gdańsk         | Henryk Przygoda Górnik Katowice           | Marek Grob Drukarz Warszawa         |
| 79 kg       | Mirosław Żywczyk Gwardia Warszawa    | Bronisław Trzcionkowski Lotnik Wrocław    | Jan Szczotka ŁKS Łódź               |
| 87 kg       | Bolesław Sidorowicz Skra Warszawa    | Lucjan Stepczyński Gwardia Warszawa       | Jan Szubert Budowlani Łódź          |
| ponad 87 kg | Tadeusz Łąpieś ŁKS Łódź              | Bogdan Bartkowiak Sulimirczyk Sulmierzyce | Sylwester Chojnacki Boruta Zgierz   |

#### Styl klasyczny
| Kategoria:  | Złoto:                               | Srebro:                           | Brąz:                                |
| 52 kg       | Stefan Hajduk Gwardia Warszawa       | Stefan Napierała Flota Gdynia     | Emil Warzecha Górnik Wałbrzych       |
| 57 kg       | Bernard Knitter Siła Mysłowice       | Stefan Pawłowski Gwardia Warszawa | Józef Malik Siła Mysłowice           |
| 62 kg       | Janusz Sroślak Legia Warszawa        | Józef Weidemann Orzeł Wełnowiec   | Franciszek Spychała Energetyk Poznań |
| 67 kg       | Henryk Melich Legia Warszawa         | Jan Adamaszek Siła Mysłowice      | Kazimierz Macioch Gwardia Warszawa   |
| 73 kg       | Edward Żuławnik Legia Warszawa       | Janusz Tracewski Gwardia Warszawa | Mieczysław Dąbrowski Skra Warszawa   |
| 79 kg       | Bolesław Dubicki Legia Warszawa      | Arnold Dragan Flota Gdynia        | Stanisław Antkowiak Unia Swarzędz    |
| 87 kg       | Włodzimierz Smoliński Legia Warszawa | Jan Włodarczyk Unia Swarzędz      | Stefan Wasek Gwardia Warszawa        |
| ponad 87 kg | Zdzisław Hyra AKS Chorzów            | Czesław Walicht Lech Poznań       | Marian Rawski Gwardia Warszawa       |